# 毛特组织
馬烏德集團（英語：Maute group），亦称伊斯兰国拉瑙分支（英語：Islamic State of Lanao）是由前莫洛伊斯兰解放阵线游击队员及外国武装分子组成、伊斯兰国菲律宾棉兰老岛南拉瑙省分支所谓创始人阿卜杜拉·馬烏德创设。2016年2月，组织与菲律宾军方部队在南拉瑙省布蒂镇爆发冲突，最终以总部被占领收场。报道指，阿卜杜拉的弟弟奥马尔·馬烏德在冲突中身亡，但也有报道反而指奥马尔在大本营被占领前已经逃跑，目前仍然在世。自那时起，这个被菲律宾军方國防部長定性为恐怖主义的组织，一直在布蒂镇的偏远聚居点收取保护费。

## 背景
菲律宾军方消息人士表示，他们首次接触毛特组织，是在2013年的一次火拼中，其时叛乱分子袭击了政府军在南拉瑙省马达伦部署的安全检查站。组织人数据目测达100人以上，均配备外国恐怖分子提供的军备。据称他们和东南亚伊斯兰恐怖组织回教祈祷团结盟。
尽管部分报道表明毛特组织经常被见到带着印有伊斯兰国标志的黑旗，但布蒂镇长易卜拉欣·马卡达托（Ibrahim Macadato）认为组织和伊斯兰国没有关联，只不过是武装的居民。然而，从他们被占据的营地中搜出的伊斯兰国训练手册及其他武装分子文档，表明组织可能试图和伊斯兰国建立联系。
毛特组织的大本营布蒂镇也是莫洛伊斯兰解放阵线的要塞，两个组织因血源和婚姻结盟。奥阿尔和阿卜杜拉·毛特（Omar and Abdullah Maute）兄弟是解放阵线军事副主席阿利姆·阿卜杜尔·阿齐兹·米班塔斯（Alim Abdul Aziz Mimbantas）之妻阿齐莎·罗马托（Azisa Romato）的亲表弟。毛特兄弟本身也曾是解放阵线的一员。

## 活动
毛特组织积极招募未成年人当童兵，利用不予认可的邦萨摩洛国基本法作为政治宣传口号。2016年4月，他们在布蒂镇绑架了六名锯木厂工人，其中两人后来被斩首。
2016年10月4日，和2016年达沃市爆炸有关联的三名毛特组织成员TJ·塔嘉达雅·马卡巴朗（TJ Tagadaya Macabalang）、文德尔·阿波斯托尔·法图兰（Wendel Apostol Facturan）和穆萨里·穆斯塔法（Musali Mustapha）被逮捕。国防部长德尔芬·洛伦扎纳表示毛特组织已和阿布沙耶夫建立关系，组织有和伊斯兰国结盟的迹象。11月28日，在总统罗德里戈·杜特蒂电视直播的讲话中，菲律宾政府终于正式承认毛特组织和伊斯兰国有联系。
2017年5月23日，毛特组织袭击了马拉维市。袭击导致民居被毁，五名士兵、两名警察和两名平民遇害，大量平民受伤，清真寺被烧，医院被占领。阿布沙耶夫前领导伊斯尼隆·哈皮隆在袭击期间和毛特组织一起。事件导致杜特蒂总统宣布棉兰老岛全岛实行戒严，并可能将其扩大到全国。